# 八王子市立陵南中学校
八王子市立陵南中学校（はちおうじしりつ りょうなんちゅうがっこう）は、東京都八王子市東浅川町にある公立中学校。

## 沿革
出典
- 1985年（昭和60年）
  - 4月 - 横山中学校を母体として陵南中学校開校、第一回入学式挙行し246名入学
  - 7月 - プール竣工、PTA設立
- 1989年（平成元年） - 心身障害学級開設

## 学区
- 東浅川小の全域、及び、散田小、横山第二小の各学区の一部からなっている。

## アクセス
出典
- 最寄り駅はJR東日本中央線及び京王電鉄京王線高尾駅
  - 駅より徒歩約12分
  - 南口バス乗り場より西八王子駅南口行きで「陵南中学校」下車すぐ

## 著名な出身者
- 山本淳一（光GENJI）
- 内田理央（女優）
- フワちゃん（お笑いタレント）
- 佐倉綾音（声優）

## 特記事項
- 校歌は複合三部形式の楽曲となっている。作詞は宮澤章二、作曲は小山章三。
- 愛唱歌という歌もあり、元音楽教員が作詞作曲をした。